# Michal Janouch
Michal Janouch  (20. září 1967 Chomutov – 11. prosince 2021) byl český klimatolog a polárník.
Celý svůj život zasvětil ochraně přírody a klimatu. Zúčastnil se 19. antarktické expedice Polské akademie věd na stanici Henryka Arctowského na Jižních Shetlandech, kde se podílel na výzkumu v oblasti klimatologie. Vystudoval Katedru geografie Přírodovědecké fakulty Masarykovy univerzity v Brně. Od roku 1991 pracoval v Solární a ozonové observatoři Českého hydrometeorologického ústavu v Hradci Králové. Také působil jako předseda Polární sekce České geografické společnosti. Pod její hlavičkou pořádal mezinárodní setkání polárníků, kteří se zabývají arkto-alpínskou tundrou a polárními výzkumy v Arktidě, Antarktidě, na Špicberkách a Sibiři.

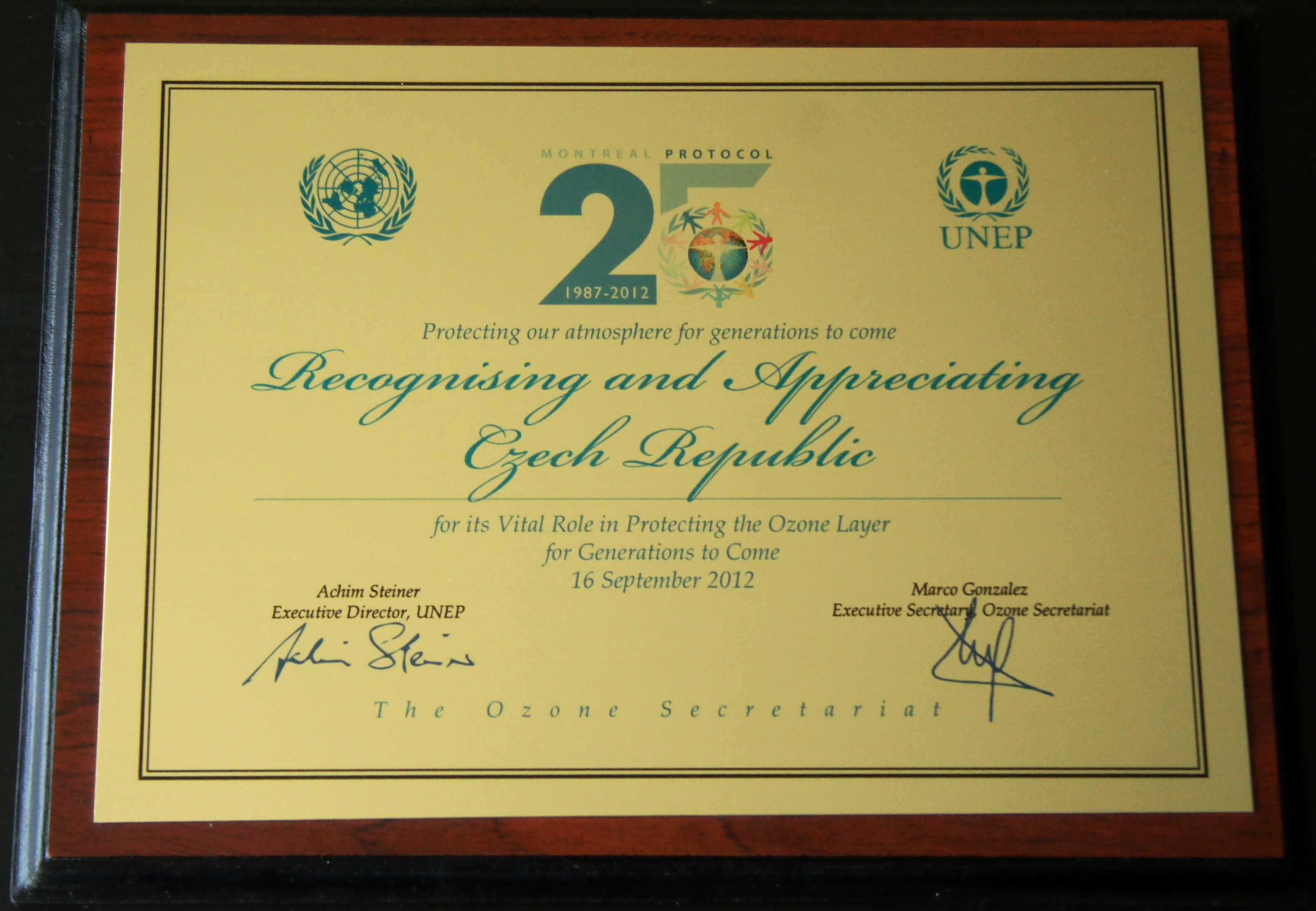
Česká republika v roce 2012 získala ocenění z programu OSN pro životní prostředí.

Několikrát navštívil Antarktidu, kde v roce 2010 na argentinské základně Marambio instaloval s vědeckým týmem Brewerův spektrofotometr pro měření celkového ozonu v atmosféře a ultrafialové záření Slunce. Data byla pravidelně předávána do celosvětové databáze měření ozonu WOUDC. Za tuto činnost získala Česká republika v roce 2012 ocenění z programu OSN pro životní prostředí.
Michal Janouch byl zároveň úzce spjatý s Krkonošemi. Podílel se na dlouhodobých měřeních na meteorologické stanici Labská bouda a byl členem vědecké sekce Rady Krkonošského národního parku. Významnou měrou se zasloužil o záchranu a propagaci pozůstalosti českého polárníka Václava Vojtěcha, účastníka Byrdovy výpravy do Antarktidy.
V roce 2001 vydal knihu 180 dní ve službách krále Jiřího.
Byl ženatý s Olinou Janouchovou, se kterou měl dvě dcery, Annu a Soňu.